# ویورلی (اوهایو)
[ویورلی(به انگلیسی: Waverly) شهری در ایالت اوهایو کشور ایالات متحده آمریکا است که جمعیت آن در سرشماری سال ۲۰۱۰ میلادی، ۴٬۴۰۸ نفر بوده‌است.